# ماوريسيو دوارتي
ماوريسيو دوارتي (بالإسبانية: Mauricio Duarte) هو لاعب كرة قدم كولومبي في مركز الدفاع، ولد في 24 يونيو 1992 في كوكوتا في كولومبيا. لعب مع كوكوتا ديبورتيفو ‏.

## وصلات خارجية
- ماوريسيو دوارتي على موقع قاعدة بيانات كرة القدم.إي يو (الإنجليزية)
- ماوريسيو دوارتي على موقع Soccerway.com (الإنجليزية)
- ماوريسيو دوارتي على موقع AS.com (الإسبانية)